# Hartnýd z Lichtenštejna-Offenbergu
Hartnýd z Lichtenštejna-Offenbergu (německy Hartnid von Lichtenstein-Offenberg, † 28. listopadu 1298) byl rakouský šlechtic a biskup gurské diecéze.

## Život
Hartnýd z Lichtenštejna-Offenbergu pocházel ze štýrského šlechtického rodu. Jeho otec Dětmar IV. byl bratrem známého minnesengra Oldřicha z Lichtenštejna, matka Gertrud pocházela z rodu pánů z Wildonu. 
Hartnýd nastoupil dráhu duchovního. Stal se nejprve proboštem kolegiální kapituly sv. Vergilia ve Friesachu, arciděkanem v Korutanech a farářem v Pölsu. 19. července 1283 byl kapitulou gurské katedrály zvolen za tamního biskupa z tříčlenné nominace salcburského arcibiskupa.

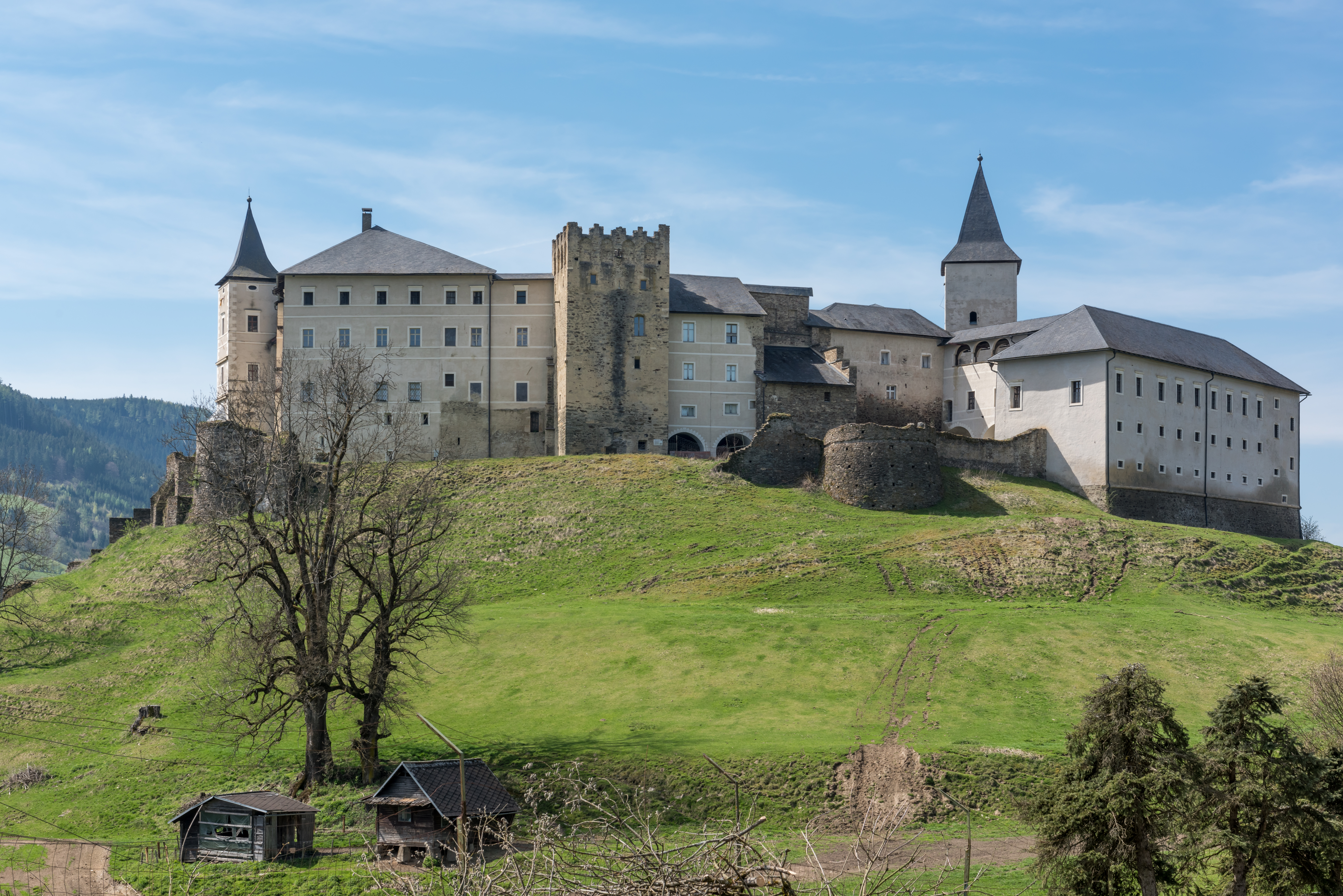
Biskupský hrad, Hartnýdova rezidence ve Strassburgu v Korutanech

Většinu času trávil ve své rezidenci ve Štrasburku a ve všech ohledech se snažil zvýšit majetek a moc svého působiště. 4. února 1284 se v Judenburgu setkal s rakouským vévodou Albrechtem, aby u papeže dojednal vysvěcení nového salcburského arcibiskupa. 
V roce 1286 cestoval na Říšský sněm v Augsburgu, kde byl přítomen vydání listiny pro opatství Heiligenkreuz králem Rudolfem I.
Při slavnostní investituře tyrolského vévody Menharta II. na korutanském Zollfeldu uspořádal Hartnýd 1. září 1286 v Maria Saal slavnostní bohoslužbu. 
V roce 1287 se biskup Hartnýd účastnil sněmu ve Würzburgu a 7. listopadu 1287 byl přítomen na synodě v Salcburku.
Dne 22 listopadu 1287 nechal biskup otevřít a prozkoumat hrob Emmy Gurské, což byl počátek uctívání Emmy v Korutanech coby světice.
O dva roky později doprovázel Hartnýd rakouského vévodu Albrechta na jeho tažení do Uher. Válka skončila obsazením Koszegu.
Ke konci své vlády se biskup zapletl do vážných sporů, které ho uvrhly do hlubokých dluhů. Biskup Hartnýd z Lichtenštejna-Offenbergu zemřel 28. listopadu roku 1298 a zřejmě byl pohřben v gurské katedrále.